# 趙觀濤
趙觀濤（1892年2月8日—1977年11月16日），陸軍中將，字雪泉，別名敬榮，浙江嵊縣（今嵊州）人。浙江陸軍出身，曾任國民革命軍陸軍第6師師長與第8軍軍長。

## 北伐與中原大戰
1914年冬，趙觀濤從陸軍第二預備學校畢業後，進入保定軍校，1917年第三期畢業，旋分發浙江陸軍第2師第6團第3連，任見習官。
1926年5月，調升浙江陸軍第3師中校團長。同年12月，浙江陸軍第3師改編為國民革命軍第26軍。1927年，任第26軍第1師第1團上校團長，率所部擊敗孫傳芳部於湯溪，嗣後。升任為第1師少將師長。同年12月，又率所部攻克蘇北宿遷，俘直魯聯軍第10軍（軍長杜鳳舉）官兵3萬人。1918年，率部沿膠濟線北上，克臨沂，濟南。進入河北省後，於東光、南皮諸役獲勝，進佔馬廠，前鋒抵天津附近之楊柳青。
1928年秋，第26軍縮編為陸軍第6師，任該師第17旅少將旅長，1929年底，升任陸軍第6師中將師長。中原大戰時，趙師長率所部與中央軍各師於河南確山擊敗唐生智部。1931年，因戰功獲頒二等寶鼎勳章，並發表趙中將兼任河南第三綏靖區主任。

## 勦共戰役
1931年5月，國民會議於南京召開，制定訓政時期約法，趙中將亦任國民會議代表。6月，所部陸軍第6師調赴江西剿共，參加第三次围剿战争。隨後任陸軍第8軍軍長，兼任江西剿赤軍第1路進擊軍總指揮。1932年夏，兼任贛粵閩邊區剿匪總司令部（總司令何應欽）第8路司令官，負責清剿江西東北部之共軍方志敏、邵式平部。1935年1月，國軍於懷玉山圍殲共軍方志敏、劉疇西（紅軍第十軍團軍團長）部，趙中將於該役有指揮堵截之功。同年5月20日，因功獲頒一等寶鼎勳章。
1935年8月，因病請辭第8軍軍長等職，調任軍事委員會中將參議。1936年7月9日，獲頒國民革命軍誓師十週年紀念勳章。1937年10月，因久病請辭軍事委員會中將參議。

## 退役
1949年，趙將軍隨政府撤退來台。1958年3月，任總統府參議。1977年11月16日，逝世於台北。